# استفان تانگوی
استفان تانگوی (انگلیسی: Stéphane Tanguy؛ زادهٔ ۳۱ ژانویهٔ ۱۹۷۵) بازیکن فوتبال اهل فرانسه است.
از باشگاه‌هایی که در آن بازی کرده‌است می‌توان به باشگاه فوتبال استاد برستوا ۲۹ و باشگاه فوتبال کان اشاره کرد.